# Maxim Berezovsky
Maxim Sozontovich Berezovsky (transcrições alternativas: Maxim Berezovski, Maksim Berezovsky ou Maksym Berezovsky, em russo:  Максим Созонтович Березовский listenⓘ, em ucraniano:  Максим Созонтович Березовський; cerca de 1745(?) — 2 de Abril de 1777) foi um compositor, cantor de ópera, baixista e violinista de Hlukhiv (Glukhov em russo), na Ucrânia, no Hetmanato Cossaco, então parte do Império Russo.

## Influência cultural
O filme de 1983 de Andrei Tarkovsky, Nostalghia, é "um comentário sobre o exílio contado através da vida de Berezovsky".